# Ida Ferenczy

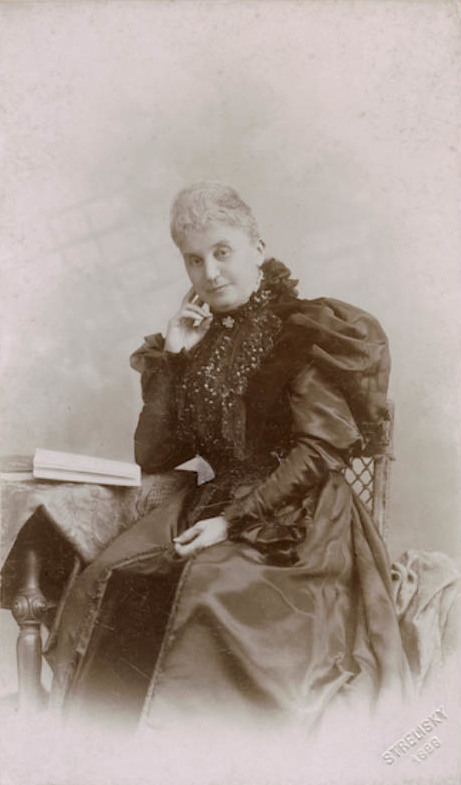
Ida Ferenczy nel 1898

Ida Krisztina Veronika Ferenczy di Vecseszék (Kecskemét, 7 aprile 1839 – Vienna, 28 giugno 1928) era una nobildonna ungherese che ha prestato servizio presso l'imperatrice Elisabetta d'Austria come dama di compagnia dal 1864 fino alla morte dell'imperatrice nel 1898 diventandone la favorita e la confidente..

## Vita

### Ascendenza ed infanzia
Ida Krisztina Veronika Ferenczy di Vecseszék nacque in una famiglia ungherese della nobiltà terriera a Kecskemét come quarta dei sei figli di Gergely Ferenczy e sua moglie Krisztina Szeless. L'educazione che ricevette fu simile a quella di molte nobildonne della campagna ungherese dell'epoca: imparò a leggere e scrivere e a parlare molto bene il tedesco. Tuttavia, la Ferenczy continuò a studiare da autodidatta. Il suo gusto nella letteratura fu influenzato dalla scrittrice Ida Miticzky, che si trasferì a Kecskemét nel 1862, con la quale praticò anche la lettura ad alta voce in modo espressivo.

### Al servizio dell'imperatrice d'Austria a Vienna
L'imperatrice Elisabetta d'Austria, che era anche la regina d'Ungheria, sviluppò una straordinaria simpatia per la nazione ungherese fin dalla tenera età, per questo nel 1863 decise di cominciare ad imparare l'ungherese e si circondò di dame di compagnia ungheresi. Le fu presentata un elenco di donne adatte, con il nome di Ida Ferenczy inserito in fondo in una diversa grafia. Non è chiaro di come e perché una donna della bassa nobilità fu aggiunta all'elenco, ma l'imperatrice scelse lei.
Le due donne svilupparono una simpatia reciproca alloro primo incontro: l'imperatrice fu impressionata dal comportamento naturale aperto e dalla sincerità della sua nuova compagna e la Ferenczy trovò la sua datrice di lavoro affascinante, intelligente e bella. Presto, diventarono amiche e l'imperatrice, che spesso si sentiva sola alla corte austriaca, si confidò con lei, usando l'ungherese quasi come una lingua segreta. L'imperatrice usava persino l'informale tu ( te ) della lingua ungherese quando si rivolgeva alla Ferenczy, cosa che diversamente faceva solo quando parlava con la sua famiglia più intima.
La Ferenczy apparteneva ad un gruppo di "appartementmäßigen Damen", a cui era permesso l'accesso agli alloggi privati dell'imperatrice in ogni momento, ma non le era permesso accompagnare l'imperatrice nei suoi impegni ufficiali poiché la famiglia Ferenczy apparteneva alla bassa nobiltà. Ogni volta che si separavano, si scambiavano lunghe lettere affettuose.
Dopo il suo viaggio in Ungheria nel 1866, l'imperatrice iniziò personalmente una corrispondenza con i politici ungheresi che erano, in varia misura, contrari alle leggi e ai metodi di suo marito, l'imperatore Francesco Giuseppe I d'Austria, usando l'aiuto e la mediazione della Ferenczy, incluso il conte Gyula Andrássy, che fu impiccato in effigie per la sua partecipazione alla rivoluzione ungherese del 1848 e non aveva mai chiesto l'amnistia e Ferenc Deák, il leader del movimento di resistenza passiva seguito alla sconfitta della rivoluzione.
La Ferenczy stessa corrispondeva con il politico e giornalista Miksa Falk (il primo insegnante di ungherese dell'imperatrice), lo storico e politico Lajos Thallóczy e la contessa Antónia Zichy, vedova di Lajos Battyhány, il primo ministro ungherese giustiziato. Sviluppò una profonda amicizia con le countesse Marie Festetics e Irma Sztáray, le altre due dame di compagnia ungheresi, il barone Franz Nopcsa, il maggiordomo della casa dell'imperatrice e Jácint Rónay, un vescovo titolare che curò l'educazione dei due figli minori dell'imperatrice.
La Ferenczy accompagnò l'imperatrice nei suoi lunghi viaggi, insegnandole l'ungherese e leggendole ad alta voce nella lingua, che era il suo compito principale. Dopo aver dimostrato di essere un'amica assolutamente leale e discreta, le furono affidate varie responsabilità intorno all'imperatrice e talvolta anche compiti piuttosto delicati, come organizzare un appuntamento anonimo tra l'Imperatrice e Friedrich List Pacher von Theinburg a un ballo in maschera, o permettendo di entrare l'attrice Katharina Schratt, confidente dell'imperatore e amica intima del monarca attraverso la sua stanza nella Hofburg. Per il primo servizio, l'imperatore stesso fu grato alla Ferenczy, scambiando lettere con lei e regalandole un ritratto dell'imperatrice.
Nel 1890 la Ferenczy fu ammessa all'ordine della Croce Stellata, un rispettatissimo ordine dinastico di nobili dame cattoliche su richiesta dell'imperatrice, venendo così elevata a un rango simile a quello delle più nobili e aristocratiche dame dell'impero austro-ungarico.

### Vita successiva
L'imperatrice Elisabetta fu assassinata a Ginevra il 10 settembre 1898. La Ferenczy fu duramente colpita dalla tragedia, dopo aver trascorso quasi quarant'anni al suo servizio e non essersi mai sposata. Insieme alla figlia più giovane e prediletta dell'imperatrice, l'arciduchessa Maria Valeria, si occupò del suo patrimonio e portò con sé gran parte degli scritti dell'imperatrice quando lasciò la corte. Prese residenza a Vienna, prima sulla Reisnerstraße, poi nel distretto di Schönbrunn.
Nel 1899, fondò il museo alla memoria della regina Elisabetta a Budapest che aprì nel 1908. Il museo fu chiuso dopo la seconda guerra mondiale, ma a quel tempo gran parte di esso era già stato distrutto.
Visse altri trent'anni dopo la morte dell'imperatrice Elisabetta e dovette assistere alla morte del barone Franz Nopcsa nel 1904, della contessa Marie Festetics nel 1923 e dell'arciduchessa Maria Valeria nel 1924, nonché del crollo l'impero austro-ungarico dopo la prima guerra mondiale e la perdita del trono ed il successivo esilio della dinastia degli Asburgo.
Ida Ferenczy morì all'età di 89 anni il 28 giugno 1928 a Vienna e fu sepolta nel suo luogo di nascita, Kecskemét, nella cripta di famiglia dei Ferenczy presso il cimitero della Trinità.